# Journey Into Medicine
Journey Into Medicine ist ein US-amerikanischer Dokumentarfilm aus dem Jahr 1947 von Willard Van Dyke.

## Inhalt
Der Film dokumentiert das Studium des Medizinstudenten Mike an der Columbia University, angefangen bei seinen ersten Vorlesungen über seine Ausbildung im Lehrkrankenhaus NewYork-Presbyterian Hospital, wo er mit Methoden vertraut gemacht wird, die Kindern bei einer schlimmen Krankheit helfen, länger zu leben, aber auch, wie man mit Misserfolgen in der Behandlung umgeht. Angesprochen werden auch soziale und umweltbedingte Faktoren im Hinblick auf Erkrankungen. Zu Beginn seiner Karriere wechselt er zum Johns Hopkins Hospital in Baltimore, wo er mit einem Diphtherieausbruch in den von Armut geprägten Reihenhäusern von Ost-Baltimore konfrontiert wird. Mike beschließt, sich neben der Pädiatrie auch mit Epidemiologie zu befassen. Seine erste Anstellung als junger Arzt soll möglichst im Johns Hopkins Hospital beginnen.

## Produktionsnotizen
Hergestellt von Affiliated Film Production wurde der Film vom U.S. Department of State Office of Information and Educational Exchange vertrieben und präsentiert vom United States Information Service.
Ursprünglich war der Film für Vorführungen außerhalb der Vereinigten Staaten gedacht, um Studenten dazu zu animieren, eine Karriere in der öffentlichen Gesundheitsvorsorge einzuschlagen.

## Auszeichnung
Der Film wurde vom U.S. Information Service für das Außenministerium der Vereinigten Staaten produziert. Vorgesehen war er für Vorführungen außerhalb des Landes. Er war auf der Oscarverleihung 1948 in der Kategorie „Bester Dokumentarfilm“ für einen Oscar nominiert (mit dem U.S. Department of State, Office of Information and Educational Exchange als Organisation), der jedoch an Sid Rogell, Theron Warth und Richard Fleischer und den Film Design for Death ging, der das Verhältnis der USA zu Japan beleuchtet.